# 301 pr. n. št.
Stoletja: 5. stoletje pr. n. št. - 4. stoletje pr. n. št. - 3. stoletje pr. n. št.
Desetletja: 350. pr. n. št. 340. pr. n. št. 330. pr. n. št. 320. pr. n. št. 310. pr. n. št. - 300. pr. n. št. - 290. pr. n. št. 280. pr. n. št. 270. pr. n. št. 260. pr. n. št. 250. pr. n. št.
Leta: 306 pr. n. št. 305 pr. n. št. 304 pr. n. št. 303 pr. n. št. 302 pr. n. št. - 301 pr. n. št. - 300 pr. n. št. 299 pr. n. št. 298 pr. n. št. 297 pr. n. št. 296 pr. n. št.

## Dogodki
- bitka pri Ipsu

## Smrti
- Antigon